# Esame di maturità

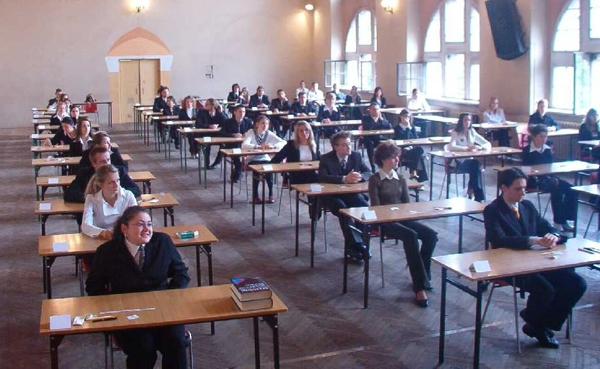
Studenti di scuola superiore a Stettino, in Polonia, durante un esame di Stato nel 2005

Con esame di maturità (in alcuni Stati europei maturità, dal latino maturitas), nel lessico scolastico, ci si riferisce nel linguaggio comune all'esame conclusivo del ciclo di studi dell'istruzione secondaria in vari Stati del mondo. 
Lo sostengono generalmente giovani di età compresa tra i 17 ed i 23 anni al termine della loro istruzione secondaria e generalmente è indispensabile per accedere all'università o altri gradi di istruzione superiore.

## Nomi ed esami equivalenti
In Italia dall'anno scolastico 1997/1998 è ufficialmente denominato esame di Stato. Nella Repubblica Ceca è ufficialmente chiamato maturitní zkouška, mentre in Slovacchia maturitná skúška, in Israele bagrut, in Polonia egzamin maturalny, in Ungheria érettségi (vizsga) e in Austria Reifeprüfung. Il termine matura è tuttavia spesso usato in maniera colloquiale in alcuni di questi come in altri paesi.
Analogamente, in Bulgaria il nome ufficiale è държавни зрелостни изпити (dŭrzhavni zrelostni izpiti, cioè esami di maturità di Stato), ma il termine матура (matura) è quasi sempre usato in sostituzione.
In alcuni Stati, invece, il titolo che si consegue, benché equivalente al diploma di maturità, è denominato in modo diverso. Nel Regno Unito è utilizzata la sigla "GCSE", che sta per General Certificate of Secondary Education, cioè Certificato Generale di Istruzione Superiore. A tale sigla si aggiunge la dicitura Advanced Level oppure Advanced Highers Scottish. In Irlanda il termine usato è Leaving Certificate, in Germania Abitur o più semplicemente Abi, in Francia Baccalauréat, o abbreviato semplicemente Bac. Nella Svizzera francese l'esame di maturità è invece chiamato La Maturité o, con un termine meno formale La Matu. Nel Sudafrica si parla invece di Senior Certificate o di Matric examination.
Questo esame è solitamente sostenuto dallo studente dopo aver concluso un corso di studi della durata complessiva di circa 12 o 13 anni.
Ogni candidato promosso riceve un documento che contiene il voto finale e che abilita formalmente all'iscrizione presso un'istituzione di tipo universitario.
In paesi come l'Austria e la Slovenia tale documento è sufficiente per potersi iscrivere presso qualunque università, dal momento che il voto conseguito è del tutto irrilevante. Al contrario in alcuni paesi è possibile che le università pongano un accesso limitato ad un dato numero di studenti o a studenti particolarmente meritevoli.

## Nel mondo

### Albania
Il nome ufficiale in Albania è "Matura Shtetërore", introdotto nel 2006 dal ministro dell'educazione e delle scienze per rimpiazzare il Provimet e Pjekurisë. La "matura" è un esame che deve essere sostenuto obbligatoriamente per poter completare il percorso del gjimnaz, cioè della scuola secondaria, e per poter quindi avere un riconoscimento formale della propria istruzione così da potersi anche iscrivere presso le università.
Anche per le scuole professionali è prevista una prova finale, anche se l'esame ha una struttura per certi versi differente.
L'esame di maturità in Albania è organizzato dall'AVA (Agenzia Centrale di Valutazione), che ha il compito di preparare le prove, selezionare gli esaminatori a livello nazionale, valutare i compiti. Il ministero dell'educazione e delle scienze invece si occupa dell'amministrazione generale e logistica degli esami su scala nazionale. Un'ulteriore agenzia, la APRIAL, creata prendendo come modello il "UK University & Colleges Admissions Service" del Regno Unito ed il "German Zentralstelle für die Vergabe von Studienplätzen" tedesco, si occupa invece delle ammissioni presso tutte le università albanesi.
Le due materie obbligatorie da seguire per completare il proprio percorso di educazione secondaria in Albania sono lingua e letteratura albanese e matematica. Però, per poter essere ammessi in una università, gli studenti devono aver seguito due materie aggiuntive, liberamente scelte fra 8 possibili, sulle quali vengono valutati. L'esame di maturità ha luogo in tre giorni diversi, di solito nel periodo di giugno/Luglio. I primi due giorni sono dedicati ciascuno ad una delle due materie obbligatorie, mentre nella terza giornata si sostengono gli esami relativi alle due materie aggiuntive.
Il punteggio di base va da 1 a 10. Nonostante ciò per l'ammissione all'università è utilizzato un sistema più complesso chiamato MeP (Meritë-Preference). In questo modo l'esame di maturità ed il MeP sostituiscono un sistema di ammissione condotto indipendentemente da ciascuna università, che era visto come corrotto.

### Austria
Il termine ufficiale che si riferisce all'esame di maturità in Austria è "Reifeprüfung", mentre il documento che si riceve una volta superati con successo l'esame scritto e la prova orale è chiamato "Maturazeugnis". Colloquialmente l'esame è detto Matura.
Nel Gymnasium, che, a differenza delle scuole professionali, è incentrato su un'educazione generale, l'esame di maturità è composto da 3 o 4 esami scritti della durata di 4 o 5 ore ciascuno (chiamati Klausurarbeiten) che vengono sostenuti in mattinate consecutive (generalmente a maggio) e da 3 o 4 colloqui orali che si tengono nella stessa mezza giornata circa un mese più tardi (di solito a giugno).
Tutte le prove vengono sostenute nella stessa scuola frequentata dal candidato.
Gli studenti hanno la possibilità di ridurre di una il numero delle prove da sostenere scrivendo un saggio (chiamato Fachbereichsarbeit) che deve essere inviato all'inizio del febbraio precedente l'esame finale. In ogni caso, tale prodotto scritto viene poi discusso nel corrispondente esame orale.
Il sistema di votazione universalmente utilizzato nelle scuole austriache è il seguente: 1 (sehr gut) è eccellente; 2  (gut) è buono; 3 (befriedigend) è soddisfacente; 4 (genügend) è appena sufficiente e 5 (nicht genügend) equivale alla non sufficienza. Inoltre il diploma che si riceve, il Maturazeugnis, contiene una valutazione complessiva formalizzata: "mit ausgezeichnetem Erfolg bestanden" (passato distinguendosi, cioè con un punteggio di 1.5 o migliore, e nessun voto sotto il 3), "mit gutem Erfolg bestanden" (passato con merito, cioè con un punteggio di 2.0 o migliore, e nessun voto sotto il 3), "bestanden" (passato: nessun voto sotto il 4); e "nicht bestanden" (non passato: almeno un 5). Coloro che falliscono l'esame possono sostenerlo nuovamente a settembre/ottobre o febbraio/marzo dell'anno scolastico successivo.
Materie obbligatorie per gli scritti finali sono sempre tedesco e matematica, così come una lingua straniera (solitamente l'inglese, il francese, lo spagnolo, l'italiano, il latino o a volte il greco antico). Le scuole incentrate sulle scienze possono anche richiedere ai loro studenti di sostenere una prova scritta in biologia o fisica.
L'aspetto forse più particolare dell'esame di maturità in Austria è la sua gestione ampiamente decentralizzata. Nella commissione c'è un solo esaminatore esterno: sia le prove scritte che quelle orali sono valutate dagli stessi insegnanti che hanno seguito i candidati nel loro percorso di studio. Formalmente comunque c'è una commissione esaminatrice composta dagli insegnanti/esaminatori del candidato, da un/a presidente e da un membro esterno, il Vorsitzende(r), che è solitamente un alto funzionario della scuola o il preside di un altro istituto. Gli esami orali sono tenuti pubblicamente, ma la presenza dei compagni di classe del candidato è scoraggiata e quindi abbastanza rara.
Dall'anno scolastico 2014/15 è stato introdotto l'esame centralizzato per tutte le scuole d'Austria. Ogni studente deve svolgere 3 prove centralizzate e ha la possibilità di scegliere un'altra materia (fisica o biologia), preparati invece dai professori interni.
È ovviamente possibile sostenere l'esame di maturità per gli austriaci di qualunque età. Coloro che hanno superato i vent'anni sono solitamente preparati privatamente da dei tutor o presso istituti privati di istruzione per adulti appunto e sostengono i loro esami finali separatamente, davanti ad una commissione regionale.

### Bulgaria
In Bulgaria, l'esame di maturità è formalmente chiamato Държавен зрелостен изпит (traslitterazione in caratteri latini: Dârzhaven zrelosten izpit) or ДЗИ (DZI), ma di solito è più semplicemente chiamato матура. C'è una sola materia obbligatoria, cioè Lingua e Letteratura Bulgara, ma agli studenti è richiesto di selezionare una materia addizionale a loro scelta e possono anche richiedere una terza materia. Ogni esame consiste di un singolo test scritto e di un saggio (che non è obbligatorio) su una delle opere degli autori studiati le ultime due anni scolastici. La materia aggiuntiva deve essere scelta fra:
- una lingua straniera (inglese, francese, tedesco, spagnolo, italiano, russo)
- matematica
- fisica e astronomia
- biologia ed educazione alla salute

- chimica e scienze ambientali
- storia ed educazione civica
- geografia ed economia
- filosofia

Secondo le statistiche del sito web del Ministero dell'Istruzione Bulgaro, nel 2008 si sono iscritti all'esame di maturità 76013 studenti. Di questi, solo 1748 studenti hanno richiesto la terza materia facoltativa. Fra coloro che hanno scelto di sostenerla inoltre, solo 845 l'hanno superata con successo. Ad ogni modo, data la natura competitiva dell'esame, coloro che richiedono una terza materia da affrontare durante l'esame hanno poi un vantaggio significativo nel processo di ammissione all'università.

### Croazia
In Croazia, l'esame finale (državna matura) su scala nazionale è stato introdotto nell'anno scolastico 2009-2010 per gli studenti frequentanti una scuola superiore al termine della quale si potesse accedere all'università. Tale esame prevede tre materie obbligatorie:
- Croato (oppure, per le minoranze, serbo, ungherese, italiano o ceco)
- Matematica
- Lingua straniera (che può essere inglese, francese, tedesco, spagnolo o italiano)

Gli studenti frequentanti una scuola ad indirizzo classico possono anche scegliere latino o greco antico in sostituzione della lingua straniera moderna, oppure come materia addizionale.
Le materie opzionali sono invece geografia, biologia, fisica, chimica, informatica, storia, musica, arti visive, etica, scienza delle religioni, filosofia, psicologia, sociologia, politica e logica.
Le materie obbligatorie possono essere inoltre affrontate ad un livello base o più approfondito, dove 1 punto dell'esame sostenuto al livello superiore vale quanto 1,6 punti dell'esame sostenuto al livello base. I punti ottenuti al livello base vengono divisi per 1,6 così da essere convertiti e parificati al livello più approfondito. In questo modo uno studente che riceve una votazione di 100/100 nell'esame di livello base ottiene in realtà un punteggio di soli 62,5 punti su 100 (cioè 100/1,6). L'esame di livello superiore offre quindi la possibilità di raggiungere 100 punti, ma presenta il rischio di ottenere un punteggio più scarso a causa dell'elevato livello di difficoltà.
Gli esami sono condotti dal Centro nazionale per la valutazione esterna dell'istruzione (Nacionalni centar za vanjsko vrednovanje obrazovanja).
La successiva iscrizione ai programmi universitari è condotta attraverso internet. Le liste degli studenti che hanno diritto ad iscriversi sono inviate ad ogni università da un computer centrale in base ai risultati degli esami di maturità ed i punti ottenuti come votazione dell'esame sono convertiti in punti per la graduatoria di iscrizione. Ogni istituzione universitaria determina poi i propri criteri di valutazione degli esami in base all'area di studio. Per fare un esempio, uno studente che intende frequentare la facoltà di filosofia ottiene fra lo 0% ed il 5% dei punti per la graduatoria dall'esame di matematica, ma fino anche all'80% dalla prova di croato. In questa maniera, se i suoi risultati nel test di matematica sono stati eccellenti ma l'esame di croato è andato male, le possibilità di questo ipotetico studente sono piuttosto scarse, poiché solo una piccola parte del punteggio si baserà sulla prova di matematica. Ad ogni modo lo stesso studente potrebbe provare ad iscriversi alla facoltà di matematica ed otterrebbe un punteggio ben più alto perché basato su quelle stesse prove che invece per una facoltà umanistica non lo favorirebbero.
In ogni caso il totale finale del 100% deve essere estrapolato dagli esami di maturità, ma le università stesse impongono dei criteri su tali esami. In generale, le università richiedono che siano superate le prove relative alle tre materie obbligatorie (croato, matematica e lingua straniera) ed in più una materia opzionale alla quale viene data maggiore attenzione (fino al 70% del punteggio). Ciascuno studente ha poi il diritto di provare ad iscriversi presso un massimo di dieci atenei e quando viene scelto dall'università che preferisce viene cancellato dalle liste di iscrizione per le altre presso le quali si era candidato, permettendo in tal modo ad altri studenti in lista di iscriversi.

### Francia
Il baccalauréat è il titolo di studio che conseguono gli allievi francesi alla fine del ciclo di studio della scuola secondaria.
Le sezioni delle superiori francesi sono principalmente tre (senza contare le sezioni tecniche): L (Littéraire), ES (Economique et Social), specializzato in economia e sociologia, con la possibilità di scegliere un insegnamento più avanzato in matematica o lingue) e S (Scientifique).

### Italia

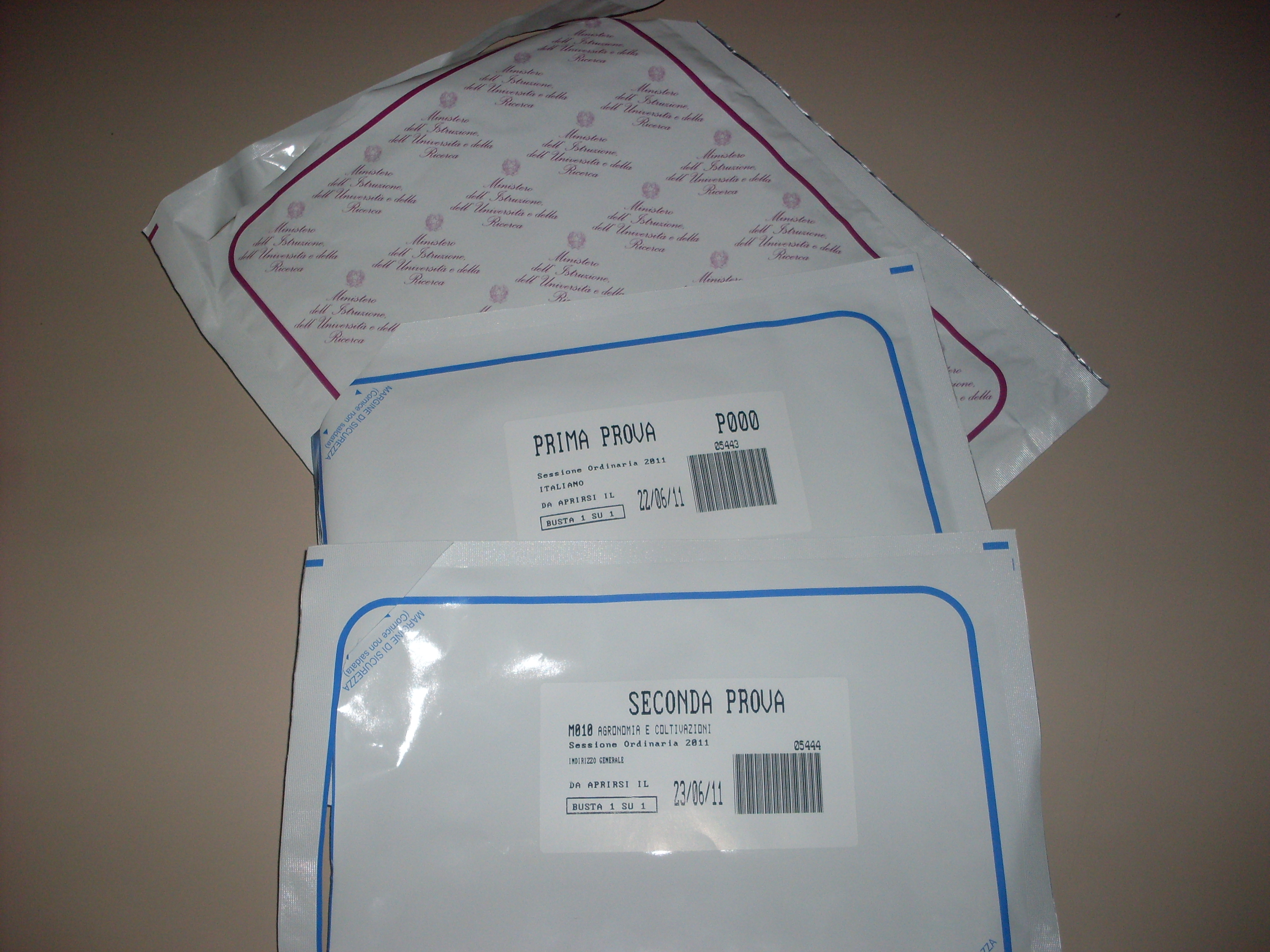
Le buste per la custodia delle tracce relative alla prima e alla seconda prova del 2011 in Italia

L'esame di Stato in Italia - ancora, correntemente, noto con il vecchio nome di esame di maturità - è l'esame finale per le scuole secondarie di secondo grado necessario per accedere a gradi di istruzione superiore (quali facoltà universitarie o accademie d'alta formazione artistica, musicale o coreutica). L'esame, salvo eventuali anticipi o abbreviazioni, si tiene nel corso dell'anno solare in cui si compiono i 19 anni d'età, anche se gli studenti nati da luglio in avanti non li hanno ancora compiuti. Dalla riforma varata nel 1997, ed entrata in vigore a partire dall'anno scolastico 1998/1999, l'esame è denominato ufficialmente esame di Stato conclusivo del corso di studio di istruzione secondaria superiore o, in breve, Esame di Stato; la locuzione esame di maturità, pur non avendo più valore ufficiale, è ancora ricorrente nel linguaggio comune e largamente utilizzata per riferirsi anche a esami analoghi all'estero (altrimenti chiamati "matura").
Le commissioni d'esame per ciascuna classe sono composte da tre docenti interni e tre esterni, più il presidente della commissione, che è pure esterno. Condizioni particolari possono implicare l'estensione ad un numero maggiore di membri, con due o più commissari per la lingua straniera, che in occasione delle deliberazioni concordano e concorrono nella formulazione di un unico voto.
Il test è diviso in una parte scritta (di due o tre prove) e una orale. La prima prova è identica per tutte le scuole d'Italia. Dall'esame di Stato dell'anno scolastico 2011-2012, la prima e la seconda prova non vengono più inviate alle commissioni in busta chiusa: sono invece scaricate in formato criptato nel periodo antecedente l'esame. La mattina dell'esame viene pubblicata dal Ministero della Pubblica Istruzione la password di 25 caratteri per la decrittazione e stampate dai docenti. Erano previsti vari tipi di terza prova secondo tre modalità: A, B, C. Dopo la seconda prova rimaneva, fino al 2018, solamente uno scritto chiamato terza prova, la quale consisteva in quattro o cinque domande per materia per la tipologia A, otto o dieci per la tipologia B, dodici o (raramente) quindici per la tipologia C.
La modalità A consisteva nella risposta ad un unico quesito per materia, in circa 18-20 righe, di ordine generale o che proponga una riflessione più complessa e strutturata. La modalità B era quella soventemente più scelta dai docenti, con due o tre domande per materia le cui risposte sono da sviluppare in circa 10 righe. La modalità C era invece costituita da un numero variabile di domande (quasi sempre tre per materia) a scelta multipla o a vero o falso. La durata della terza prova era di due oppure tre ore a seconda della tipologia. Le materie oggetto d'esame non venivano comunicate ai ragazzi fino allo svolgimento della prova stessa e potevano essere scelte dal consiglio di classe fra quelle materie che non erano state ancora oggetto di scritto, e all'interno di esse si potevano inserire tutti gli argomenti del programma del quinto anno, eccezion fatta per gli argomenti già affrontati nelle eventuali simulazioni durante l'anno scolastico.
Gli orali iniziano dal secondo o dal terzo giorno dall'uscita dei risultati degli scritti. Il procedimento di ordine viene decretato dalla commissione stessa e dal presidente. Si può procedere in ordine alfabetico oppure estraendo una lettera da cui partire.
L'esame orale ha una durata variabile, generalmente tra i trenta e i cinquanta minuti, dove i primi dieci/dodici sono dedicati ad una trattazione personale dello studente detta "tesina" o la "traccia" la quale presenti gli interessi principali e la capacità di elaborazione personale del candidato.
In seguito si passa alle domande della commissione su qualsivoglia aspetto dei programmi svolti nel quinto anno; la terza parte consiste nella discussione degli elaborati scritti, qualora risultino imperfezioni o incongruenze di ogni genere.
A partire dall'Esame di Stato dell'A.S. 2018/2019 le tesine sono state abolite, sostituite da tre buste tra le quali lo studente ne deve scegliere una. Il contenuto delle buste è sconosciuto allo studente: una volta estratta la busta il candidato ne deve usare le informazioni (che possono essere per esempio un testo poetico, un'immagine o comunque del materiale riconducibile al programma scolastico svolto nell'ultimo anno) per elaborare un discorso multidisciplinare basandosi sulle conoscenze acquisite nel corso degli studi.
A causa delle restrizioni dovute alla pandemia di COVID-19, negli anni scolastici 2019/20 e 2020/21 furono tolte le prove scritte. Nel 2021/22 fu reintrodotta la prova scritta nazionale di Italiano e dal 2022/23 sono tornate tutte le prove scritte nazionali.

### Macedonia del Nord
In Macedonia del Nord, l'esame di maturità è obbligatorio per ogni studente della scuola superiore che intende proseguire il suo percorso di studi all'università.
L'esame è chiamato матура (che è il cirillico equivalente al latino matura). Ogni studente che vuole superare l'esame di maturità deve sostenere quattro diversi esami in:
- Lingua macedone - prova in cui sono richieste conoscenze di letteratura macedone, europea e mondiale oltre che di grammatica della lingua macedone acquisite nel corso dei 4 anni di scuola superiore.
- Matematica o lingua straniera - prova in cui gli studenti scelgono se affrontare matematica o una lingua straniera, che può essere inglese, tedesco, francese o russo.
- Due materie a scelta dello studente
- Un progetto assegnato.

### Polonia

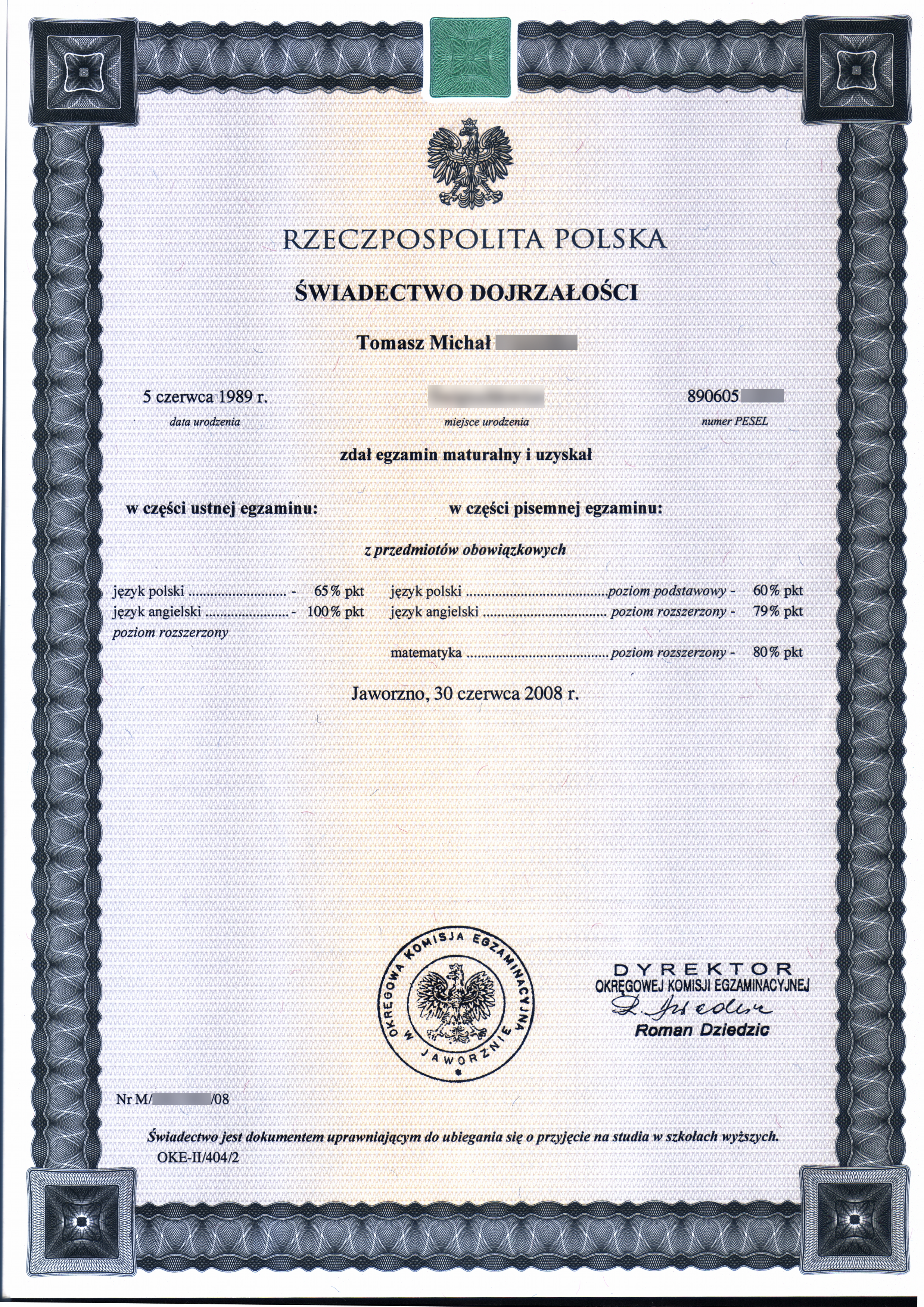
Un diploma di maturità del 2008 (intitolato świadectwo dojrzałości, cioè "certificato di maturità")

In Polonia l'esame di maturità è ufficialmente chiamato egzamin maturalny, ma è comunemente noto come matura. Si sostiene al termine della scuola superiore, a maggio (con date addizionali in giugno e la possibilità di sostenerlo nuovamente ad agosto). L'esame non è obbligatorio, anche se gli studenti polacchi devono superarlo per potersi iscrivere a corsi di istruzione superiore in Polonia e all'estero.
Una importante riforma dell'esame di maturità (originariamente approvata nel 1999, anche se la sua introduzione fu poi ritardata) è entrata in vigore dal 2005. Con il vecchio ordinamento (diffusamente chiamato stara matura) la prestazione dei candidati era valutata unicamente dagli insegnanti delle loro stesse scuole. Nel nuovo sistema (nowa matura), la prova scritta è valutata da esaminatori esterni. In questo modo i risultati sono considerati più oggettivi e per questo le istituzioni di istruzione superiore polacche non organizzano più dei test di ammissione come erano solite fare quando era in vigore il vecchio ordinamento bensì basano le ammissioni principalmente sui risultati degli esami di maturità.
Ogni studente che sostiene l'esame di maturità affronta tre materie obbligatorie al "livello base" (poziom podstawowy), cioè più precisamente:
- Lingua polacca (che comprende conoscenze di letteratura polacca ed europea)
- Una lingua straniera moderna (che può essere inglese, francese, tedesco, italiano, spagnolo o russo)
- Matematica

I candidati possono anche scegliere fino a sei materie aggiuntive. Le opzioni disponibili prevedono la possibilità di sostenere gli esami relativi alle tre materie obbligatorie a "livello avanzato" (poziom rozszerzony), così come di scegliere di sostenere gli esami relativi a biologia, chimica, geografia, storia, storia dell'arte, storia della musica, informatica, fisica, astronomia, latino, storia antica, filosofia, una seconda lingua straniera moderna, una lingua parlata da un particolare gruppo etnico in Polonia (ad esempio il lituano, l'ucraino, o il bielorusso), o al casciubo, scegliendo anche a quale livello sostenere tali esami aggiuntivi.
Gli esami, sia in polacco che in altre lingue, includono una prova scritta ed una orale.
I risultati sono espressi come percentuali. Per superare l'esame di maturità è necessario un punteggio di almeno 30% in ciascuno degli esami relativi alle materie obbligatorie. I risultati delle materie addizionali non influiscono sul risultato di superamento o meno dell'esame, ma solitamente costituiscono un fattore importante quando lo studente presenta domanda di ammissione in istituzioni di istruzione superiore.
Gli esami sono condotti dal Comitato Centrale di Esaminazione (Centralna Komisja Egzaminacyjna; CKE)  Archiviato il 18 settembre 2017 in Internet Archive., assistito da un certo numero di Comitati Regionali di Esaminazione (Okręgowa Komisja Egzaminacyjna; OKE). Queste stesse istituzioni gestiscono anche i test per i ragazzi che concludono la scuola primaria.
Una consuetudine associata con la maturità è lo studniówka, un ballo organizzato per gli studenti ed i loro insegnanti circa cento giorni prima dell'inizio degli esami. Seguendo una superstizione popolare, i candidati (specialmente se di sesso femminile) indossano biancheria di colore rosso a questo ballo e poi indossano nuovamente quella stessa biancheria il giorno dell'esame, per portarsi fortuna.

### Slovacchia
La maturità in Slovacchia è formalmente chiamata Maturitná skúška, anche se solitamente ci si riferisce a questo esame semplicemente con la parola maturita.
Tradizionalmente ci sono solo due materie obbligatorie, che sono Lingua e letteratura slovacca e una lingua straniera. Dal gennaio del 2011 l'inglese è però divenuto una materia obbligatoria nell'esame di maturità in Slovacchia.
Gli studenti provenienti dal gymnázium (una scuola superiore più difficile rispetto alle altre) devono poi scegliere almeno due materie aggiuntive, come per esempio:
- Matematica
- Fisica
- Biologia
- Chimica
- Storia

- Geografia
- Filosofia
- Arti e culture
- Economia
- Informatica

Gli studenti possono scegliere un livello di difficoltà dell'esame per la sezione relativa alla lingua straniera: B1 (livello intermedio), B2 (livello post-intermedio) o, soprattutto nelle scuole a indirizzo linguistico, C1 (livello avanzato). Se poi lo studente possiede una certificazione addizionale di conoscenza della lingua inglese (IELTS, TOEFL, CAE, FCE) che attesti una competenza di livello CEFR almeno pari al B1, allora è esonerato dalla prova di lingua straniera.

### Slovenia
In Slovenia l'esame di maturità è obbligatorio al termine della scuola secondaria superiore, chiamata gimnazija, se si vuole che la propria educazione sia formalmente riconosciuta e per potersi iscrivere all'università. Tale esame non deve essere quindi confuso con il poklicna matura cioè con l'esame finale delle scuole professionali, che non permette l'accesso all'istruzione di grado universitario. Dal momento che non c'è un test di ammissione nella maggioranza delle facoltà delle università slovene (eccezioni degne di nota sono solo i corsi di arte, musica, architettura e scienze dello sport), il punteggio ottenuto in questo esame è il criterio principale per l'ammissione, anche se in minima parte contano anche i voti ottenuti nel corso degli studi.
In tempi recenti c'è stato un acceso dibattito inerente all'eventuale totale abolizione. A partire dal gennaio 2007, la posizione del Ministero dell'Istruzione non era cambiata ed è che l'esame di maturità è ancora l'unico modo per concludere la scuola secondaria. Tuttavia la decisione a proposito se le università debbano o no introdurre degli esami di ammissione e ridurre l'importanza dell'esame finale ad un semplice "promosso o bocciato", non è ancora stata presa.

### Ungheria
Il termine ufficiale per riferirsi all'esame di Stato in Ungheria è érettségi (vizsga). Questo esame ha solitamente luogo dopo un percorso scolastico della durata di 12 o 13 anni. Ogni candidato che supera il proprio esame finale riceve un documento che contiene i propri voti e che gli permette formalmente di iscriversi all'università.
Gli studenti ungheresi devono sostenere una prova di letteratura e grammatica ungherese, una di matematica, una di storia, una di lingua straniera ed una circa una materia a scelta dello studente, che può essere una qualsiasi fra quelle studiate.
L'esame di maturità valuta la preparazione dello studente attraverso cinque voti: eccellente (5), buono (4), medio (3), sufficiente (2), insufficiente (1).